# Żurawliwka (rejon symferopolski)
Żurawliwka (ukr. Журавлівка, ros. Журавлёвка, Żurawlowka) – wieś na Ukrainie, w Autonomicznej Republice Krymu (de iure stanowiącej integralną część państwa ukraińskiego, w 2014 anektowanej przez Rosję i odtąd funkcjonującej jako Republika Krymu), w rejonie symferopolski. W 2001 liczyła 1339 mieszkańców, wśród których 143 wskazało jako ojczysty język ukraiński, 1097 rosyjski, 88 krymskotatarski, 1 bułgarski, 1 białoruski, 3 ormiański, a 6 inny. Według spisu ludności przeprowadzonego przez okupacyjne władze rosyjskie populacja wsi w 2014 wynosiła 1368 osób.